# Venezuela nos Jogos Sul-Americanos
A Venezuela é uma das nações que não participou de todos os Jogos Sul-Americanos estando ausente à sua edição inaugural, mas se fazendo presente pela primeira vez em Rosário-1982. Tem participado com grandes delegações e campanhas que tem colocado os venezuelanos na parte de cima do quadro de medalhas.
O país, que está representado nos Jogos Sul-Americanos pelo Comitê Olímpico da Venezuela, sediou o evento em Valencia-1994.

## Delegação
Em Santiago-2014, a Venezuela esteve presente com 380 atletas em sua delegação (o país foi superado por Argentina, Brasil, Chile e Colômbia nestes Jogos). Quatro anos mais tarde, em Cochabamba-2018, 394 desportistas representaram a nação.

## Questão do judô venezuelano nos Jogos de 2006
Com a finalização dos Jogos de 2006, o Comitê Executivo da Organização Desportiva Sul-Americana (ODESUR), em reunião na cidade de Buenos Aires com a União Pan-Americana de Judô, revisou as anormalidades cometidas pelo Comitê Olímpico da Venezuela durante as competições deste esporte no citado evento. 
Decidiu-se, após toda uma análise documental, eliminar parte das avaliações realizadas nas competições (por não se ajustaram à realidade competitiva do momento). Com isso, foi promovida a correspondente alteração de medalhas.

## Quadro de medalhas
Segue-se, abaixo, o histórico da Venezuela nos Jogos Sul-Americanos.
| Ano   | Nação     | Cidade       | Posição | Ouro | Prata | Bronze | Total |
| 1978  | Bolívia   | La Paz       | -       | -    | -     | -      | -     |
| 1982  | Argentina | Rosário      | 7/10    | 8    | 3     | 13     | 24    |
| 1986  | Chile     | Santiago     | 9/10    | 0    | 1     | 1      | 2     |
| 1990  | Peru      | Lima         | 5/10    | 27   | 22    | 15     | 64    |
| 1994  | Venezuela | Valência     | 2/14    | 76   | 65    | 65     | 206   |
| 1998  | Equador   | Cuenca       | 4/14    | 50   | 47    | 29     | 126   |
| 2002  | Brasil    | Brasil       | 2/14    | 97   | 70    | 64     | 231   |
| 2006  | Argentina | Buenos Aires | 4/15    | 96   | 85    | 97     | 278   |
| 2010  | Colômbia  | Medellín     | 3/15    | 89   | 80    | 96     | 265   |
| 2014  | Chile     | Santiago     | 3/14    | 47   | 40    | 63     | 150   |
| 2018  | Bolívia   | Cochabamba   | 3/14    | 43   | 59    | 55     | 157   |
| 2022  | Paraguai  | Assunção     |         |      |       |        |       |
| Total | Total     |              |         | 533  | 472   | 498    | 1503  |

## Desempenho
O vice-campeonato em duas oportunidades, nos Jogos de 1994 e de 2002, conferiram para a Venezuela seus melhores posicionamentos no quadro de medalhas. O recorde do país quanto ao total de pódios (278) foi obtido em 2006, enquanto que o maior número em medalhas de ouro (97) foi conquistado em 2002. Porém, o terceiro lugar obtido nas três recentes edições dos Jogos também merecem destaque.
Seu pior desempenho foi em Santiago-1986, quando ficou em penúltimo lugar (com duas medalhas conquistadas).